# Möllner Pertinenzien

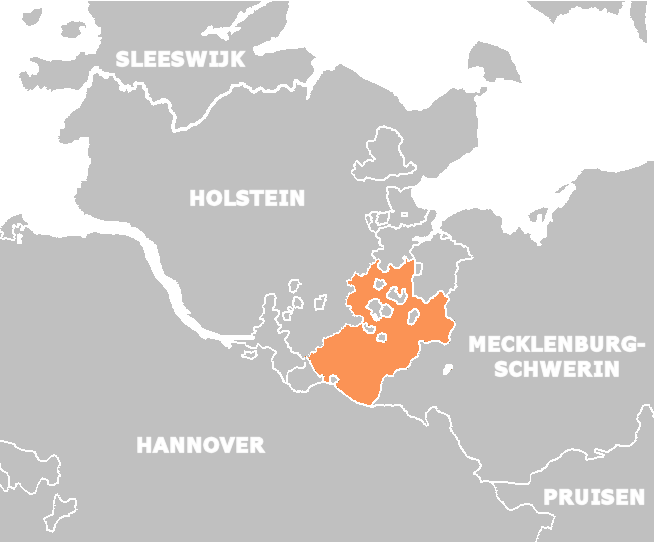
Sachsen-Lauenburg nach dem Vergleich zwischen Lübeck und Kurhannover (1747) bis zur dänischen Zeit um 1848

Die Möllner Pertinenzien waren der Streitgegenstand einer Auseinandersetzung zwischen dem in Personalunion mit Großbritannien stehenden Kurfürstentum Hannover und der Hansestadt Lübeck, die im Jahr 1747 durch einen Vergleich in Hannover beigelegt wurde.

## Verpfändung von Mölln
Die Stadt und die Vogtei Mölln waren ursprünglich zentrale Bestandteile der nordelbischen Gebietsteile des kleinen Herzogtums Sachsen-Lauenburg, dessen askanische Herrscher sich seit dem Mittelalter in ständiger Geldnot befanden. So kam es, dass die Stadt und Vogtei Mölln von 1359 bis zu einem Reichskammergerichtsurteil im Jahr 1683 an die Hansestadt Lübeck verpfändet war, obwohl seit 1571 das Gerichtsverfahren auf Rückgabe anhängig war.
Mit der Entscheidung des Reichskammergerichts brach neuer Streit in mehreren Punkten aus. Das Gericht hatte zunächst nur die Rückgabe der Stadt ausgeurteilt, nicht jedoch der Vogtei. Der wichtigste Streitpunkt war sicherlich die Ermittlung des Geldbetrages, der für die Auslösung des Pfandes notwendig war. Der Geldwert hatte sich über die Jahrhunderte massiv verändert. Aber auch über den Umfang des zurückzugewährenden Territoriums nebst Zubehör (Pertinenzien) wie den aufstehenden Gebäuden entstand erbitterter Streit, hatte Lübeck doch, zur Sicherung seiner Handelswege, der durch Lauenburg führenden Fernhandelsstraßen und des Stecknitz-Kanals während der Zeit seiner Pfandnahme an Mölln zahlreiche weitere Ortschaften in Sachsen-Lauenburg als Exklaven erworben, die nun ebenfalls zurückverlangt wurden. Am 15. Oktober 1683 wurden die Möllner Bürger im Wege der Reichsexekution wieder dem Herzog Julius Franz von Sachsen-Lauenburg als Untertanen unterstellt.
Der Streit wurde nach dem Aussterben der Herzöge von Sachsen-Lauenburg im Mannesstamm 1689 zunächst nicht weitergeführt. Vordringlich war zunächst der Erbstreit der Nachbarn, der durch den Hamburger Vergleich (1693) zugunsten des gerade entstandenen Kurfürstentums Braunschweig-Lüneburg entschieden wurde.
Jedoch besann sich König Georg I. von Großbritannien als Kurfürst von Hannover 1722 der ererbten Ansprüche der Sachsen-Lauenburger und begann mit der Durchsetzung. Nach langwierigen Verhandlungen, die zum Teil auch im nahegelegenen Amt Steinhorst und in Ritzerau geführt wurden, verzichtete Lübeck zusätzlich auf zehn Dörfer in der näheren Umgebung der Stadt Mölln, behielt allerdings zwanzig weitere Dörfer als Exklaven in seinem Staatsbesitz. In diesen Verhandlungen waren die Lübecker durch Ratsherrn als Gesandte direkt beteiligt. In der Abschlussphase lag die wesentliche Last der Verhandlungen bei dem Ratsherrn Philipp Caspar Lamprecht. Auf hannoverscher Seite verhandelten der Freiherr Friedrich Christian von Albedyll und der Geheime Justizrat David Georg Strube. Am Verfahrensausgang hatte der im Hintergrund wirkende hannoversche Geheime Archivrat Johann Gottfried von Meiern mit seinen Schriften erheblichen Anteil. Lübeck wurde vor dem Reichskammergericht in Wetzlar durch seinen Syndicus Hermann Georg Krohn vertreten. Der Vergleichsschluss erfolgte für Lübeck durch Lamprecht und die späteren Bürgermeister Johann Friedrich Carstens und Daniel Haecks 1747. Die Paraphe in Hannover erfolgte am 30. Januar 1747. Die Lübecker unterzeichneten am 4. Februar 1747 und König Georg II. genehmigte anschließend am 21. Februar im Palast von St James. Die vollständige Umsetzung des Vergleichs erfolgte erst nach detaillierten Grenzfeststellungen im Jahr 1759. Diese Grenzen hatten dann bis zum Inkrafttreten des Groß-Hamburg-Gesetzes 1937 Bestand.

## 1747 an Kurhannover gefallene Orte
Von Lübeck an Lauenburg gingen durch den Vergleich von 1747 (zum Teil auch nur die von Lübeck gehaltenen Anteile) Woltersdorf, Alt Mölln, Hornbek, Breitenfelde, Berkenthin, Niendorf a. d. St., Koberg, Sirksfelde, Siebenbäumen und Duvensee sowie die Hoheit über die Adligen Güter in Rondeshagen, Kastorf, Bliestorf und Grönau.

## 1747 als Lübecker Besitz bestätigt
Lübeck behielt die Exklaven:
1. den Hof Ritzerau mit Klein Ritzerau, Poggensee, Tramm und der Hölzung Mannau
2. Hof und Gut Behlendorf mit Behlendorf, Albsfelde, Giesenstorf und Harmstorf
3. das Kirchspiel Nusse
4. die Dörfer Schretstaken, Sierksrade, Düchelsdorf und Hollenbek
5. die Hoheit über den Brömbsen-Hof in Krummesse, nebst Kronsforde und der Hälfte von Niemark
6. die Dörfer des St.-Johannis-Klosters: Wulfsdorf, Blankensee, Beidendorf (ohne den Beidendorfer See, der an Kurhannover fiel), Utecht und Schattin
7. Klein Grönau

Außerdem verzichtete Kurhannover in einem Nebenvergleich auf alle Ansprüche an die im 14. Jahrhundert dem Lübecker Heiligen-Geist-Hospital geschenkten Güter Falkenhusen und Mönkhof.